# Maxyapán
Maxyapán är en ort i Mexiko.   Den ligger i kommunen Santiago Tuxtla och delstaten Veracruz, i den sydöstra delen av landet, 400 km öster om huvudstaden Mexico City. Maxyapán ligger 85 meter över havet och antalet invånare är 727.
Terrängen runt Maxyapán är platt söderut, men norrut är den kuperad. Runt Maxyapán är det ganska tätbefolkat, med 111 invånare per kvadratkilometer. Närmaste större samhälle är San Andres Tuxtla, 12,4 km nordost om Maxyapán. Omgivningarna runt Maxyapán är en mosaik av jordbruksmark och naturlig växtlighet.